# 須惠站
須惠站（日语：／ Sue eki */?）是位於福岡縣糟屋郡須惠町大字植木，九州旅客鐵道（JR九州）的香椎線車站。車站編號為JD13。

## 歷史

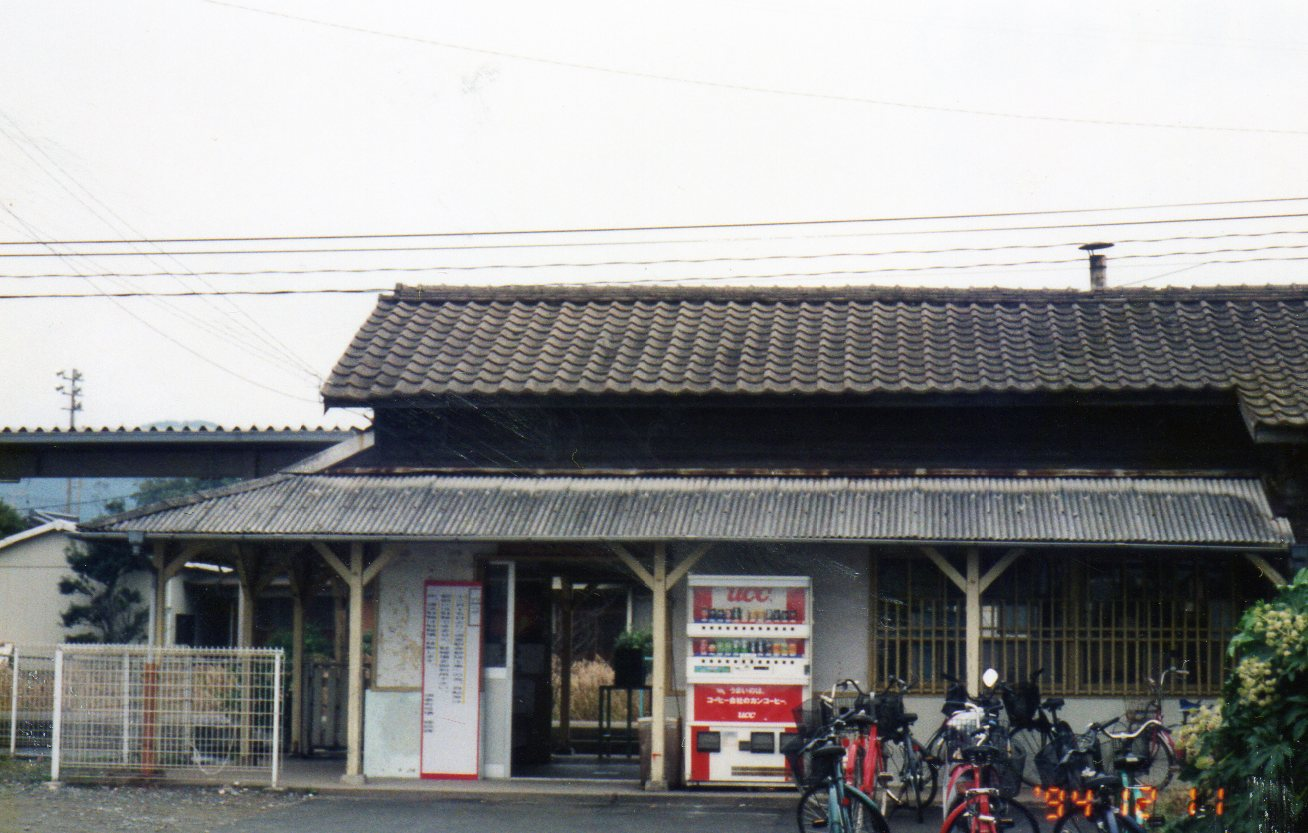
1994年的須惠站

- 1904年（明治37年）1月1日 - 博多灣鐵道（1920年改名為博多灣鐵道汽船（日语：博多湾鉄道汽船））車站啟用[1]。
- 1942年（昭和17年）9月22日 - 博多湾鐵道汽船被西日本鐵道合併[2][3]，成為該公司糟屋線車站。
- 1944年（昭和19年）5月1日 - 西日本鐵道西戶崎站至宇美站之間在戰時被國有化，成為運輸通信省（後來為日本國有鐵道）香椎線車站[4]。
- 1961年（昭和36年）12月21日 - 結束貨物業務[5]。
- 1987年（昭和62年）4月1日 - 伴隨國鐵分割民營化，車站由九州旅客鐵道（JR九州）營運[6][7][8]。
- 1988年（昭和63年）7月21日 - 設置委託車站職員[9]。
- 1995年（平成7年）5月 - 車站大樓翻新[10][11]。
- 2009年（平成21年）3月1日 - 此站開始可以使用IC卡「SUGOCA」[12]。
- 2015年（平成27年）3月14日 - 引入車站集中管理系統（Smart Support Station）（日语：駅集中管理システム）「ANSWER」後成為無人車站[13]。

## 車站構造
車站是一座地面車站，設有1面1線的單式月台。此站是無人車站。
此站可使用SUGOCA，同時可購買IC卡和為IC卡增值。當發生異常時，設有遠端資訊服務。在車站無人化之際，此站設有對講機。

## 使用狀況
在2019年（令和元年）度，1日平均乘車人次為695人，在JR九州車站中排名第208位。
以下為近年1日平均乘車人次列表。
| 年度               | 1日平均 乘車人次 |
| ------------------ | ---------------- |
| 2016年（平成28年） | 601              |
| 2017年（平成29年） | 635              |
| 2018年（平成30年） | 666              |
| 2019年（令和元年） | 695              |

## 車站周邊
站前設有縣道91號線，縣道與香椎線並行。車站周邊距離須惠町中心一段距離，附近設有住宅區和農地。
- 須惠町立須惠第二小學
- 若宮八幡宮
- 旅石八幡宮
- 金子商店（日语：金子商店）

## 巴士路線
- 西鐵巴士（日语：西鉄バス） - 站前設有「須惠站前」巴士站。
  - ［36］AEON Mall福岡（日语：イオンモール福岡）、妙見、天神（杜鵑花堂前）
  - ［36］宇美營業所（杜鵑花堂前）
- 須惠町社區巴士（日语：須恵町コミュニティバス） - 站前設有須惠站巴士站。
  - 須惠方向
  - 乙植木、甲植木方向

## 相鄰車站
九州旅客鐵道（JR九州）
香椎線
酒殿（JD12）－須惠（JD13）－須惠中央（JD14）

## 注腳
1. 1 2  《糟屋郡志》 名著出版，1972年5月。
2. ↑  宗像市史編纂委員會 《宗像市史 通史編 第三巻 近現代》 宗像市，1999年3月1日。
3. ↑  古賀町誌編委員會 《古賀町誌》 古賀町，1985年11月1日。
4. ↑  財團法人運輸調査局編 《日本国有鉄道版 日本陸運史料 第3巻 日本陸運十年史 戦時交通編》 Cress出版，1990年11月。
5. ↑  《停車場変遷大事典 国鉄・JR編》1998年 JTB
6. ↑  九州鉄道百年祭実行委員会・百年史編纂部会 (编).  初版. 九州旅客鉄道. 1988: 181 （日语）.
7. ↑  『交通年鑑 昭和63年版』 交通協力會，1988年3月。
8. ↑  今村都南雄 『民営化の效果と現実NTTとJR』 中央法規出版，1997年8月。ISBN 978-4805840863
9. ↑  石川尹巳. . 鐵道畫刊 (電氣車研究會). 1988年11月, (503): 88 （日语）.
10. ↑  . 交通新聞 (交通新聞社). 1995-05-09: 3 （日语）.
11. ↑  “JR須恵駅周辺の整備が完成” 西日本新聞 (西日本新聞社): p17. (1995年5月2日 朝刊)
12. ↑  . 交通新聞 (交通新聞社). 2009-03-03: 1 （日语）.
13. ↑   (PDF) (新闻稿). 九州旅客鉄道. 2014-12-22  [2020-02-07]. （原始内容 (PDF)存档于2019-01-20） （日语）.
14. ↑  SUGOCA 利用可能エリア （页面存档备份，存于）（日語） 九州旅客鐵道，截至平成28年3月26日（2016年10月5日參閲）。
15. ↑  “無人化、新たに20駅 ダイヤ改定、14日から計32駅  JR九州”. 朝日新聞(朝日新聞社). (2015年3月7日)
16. ↑   (PDF). 九州旅客鉄道.   [2020-12-26]. （原始内容存档 (PDF)于2020-08-24） （日语）.

## 外部連結
- 須惠（車站資訊） - 九州旅客鐵道（日語）